# Valmayor de Cuesta Urria
Valmayor de Cuesta Urria es una localidad del municipio burgalés de Merindad de Cuesta-Urria, en la Comunidad Autónoma de Castilla y León (España). 

## Localidades limítrofes
Confina con las siguientes localidades:
- Al norte con Quintanamacé.
- Al noreste con Bóveda de la Ribera.
- Al sur con Almendres.
- Al suroeste con San Cristóbal de Almendres.
- Al oeste con Moneo.
- Al noroeste con San Martín de Mancobo.

## Demografía
Evolución de la población
| Gráfica de evolución demográfica de Valmayor de Cuesta Urria entre 2000 y 2017 |
|                                                                                |
| Población de derecho (2000-2017) según el padrón municipal del INE             |

## Historia
Así se describe a Valmayor de Cuesta Urria en el tomo XV del Diccionario geográfico-estadístico-histórico de España y sus posesiones de Ultramar, obra impulsada por Pascual Madoz a mediados del siglo XIX:

Villa en la provincia, audiencia territorial, capitanía general y diócesis de Burgos (13 leguas), partido judicial de Villarcayo (3), ayuntamiento de la merindad de Cuesta Urria (1 ½). Situada al pie de una cuesta, con buena ventilación y clima frío, pero sano; las enfermedades comunes son constipados. Tiene 10 casas y una iglesia parroquial (San Juan Evangelista) servida por un cura de ingreso. El término confina N Criales y la Ribera; E Almendres; S Moneo, y O San Martín de Mancobo. El terreno es de mediana calidad; le cruza un arroyo corriente en invierno; el monte es de mata baja. Los caminos son locales. Producciones: cereales, legumbres y patatas; cría ganado lanar y cabrío; caza de perdices y liebres. Población: 7 vecinos, 26 almas. Capital productivo: 6.200 reales. Imponible: 297.
Diccionario geográfico-estadístico-histórico de España y sus posesiones de Ultramar